# Francisco Javier Echeverría
Francisco Javier Echeverría (Xalapa, 2 luglio 1797 – Città del Messico, 17 settembre 1852) è stato un politico messicano.
È stato Presidente del Messico dal 22 settembre 1841 al 10 ottobre dello stesso anno.